# Louis II (grand-duc de Hesse)
Pour les articles homonymes, voir Louis II.
Louis II de Hesse, né le 26 décembre 1777 à Darmstadt et mort le 16 juin 1848 dans la même ville, est le deuxième grand-duc de Hesse de 1830 à sa mort en 1848. Fils aîné de Louis Ier, ancien landgrave ayant élevé sa principauté en grand-duché, et de son épouse, Louise de Hesse-Darmstadt, son règne est marqué par une affirmation de son autorité et par une rupture avec la politique libérale de son père. Moins populaire que son prédécesseur, il supporte mal la monarchie constitutionnelle et suspend, à plusieurs reprises, certaines libertés accordés au peuple sous le règne de son père.

## Famille et descendance
Louis II est le fils aîné du grand-duc Louis Ier (Louis X de Hesse-Darmstadt ; fils de Louis IX et de Caroline de Deux-Ponts-Birkenfeld) et de Louise de Hesse-Darmstadt (fille de Georges-Guillaume, le frère cadet de Louis IX ; elle était la sœur aînée de Wilhelmine de Hesse-Darmstadt, la première femme de Maximilien Ier de Bavière). Il est donc à la fois le petit-fils et le petit-neveu du landgrave Louis IX de Hesse-Darmstadt.
Le 19 juin 1804 (7 juin du Calendrier Julien), il épouse sa cousine germaine Wilhelmine de Bade (1788 – 1836), fille de Charles-Louis de Bade et d'Amélie de Hesse-Darmstadt, sa tante, fille de Louis IX.
De cette union naquirent quatre enfants :
- Louis III (1806 – 1877), futur grand-duc, qui épouse en 1833 Mathilde de Bavière (1813 – 1862), fille de Louis Ier et petite-fille de Maximilien Ier et Wilhelmine de Hesse-Darmstadt, puis, en deuxièmes noces, en 1868, Madeleine de Hochstaedten (en) (sans postérité) ;

- Charles de Hesse-Darmstadt (1809 – 1877), épouse Élisabeth de Prusse (1815 – 1885 ; fille du prince Guillaume, oncle du Kaiser Guillaume Ier) et fut le père de Louis IV, futur grand-duc, lui-même gendre de la reine Victoria et père, entre autres enfants, de la tsarine Alix, femme de Nicolas II ;
- Alexandre (1823 – 1888), qui épousa morganatiquement en 1851 Julia von Hauke (1825 – 1895), créée "princesse de Battenberg" (d'où la maison de Battenberg : Philippe VI d'Espagne et Charles d'Angleterre en descendent) ;
- Marie (1824 – 1880), qui épousa en 1841 Alexandre II (1818 – 1881), tsar de Russie : d'où Alexandre III, père de Nicolas II.

Le père biologique d'Alexandre et de Marie de Hesse serait probablement l'amant de la grande-duchesse Wilhelmine, le baron Auguste de Senarclens de Grancy.

## Règne

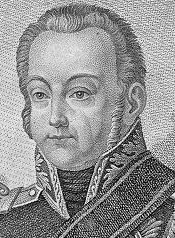
de Hesse.

En 1830, il accède à la tête du grand-duché sous le nom de Louis II après le décès de son père, le très populaire Louis Ier. Dès le départ, il marque la rupture avec le règne de son père en remettant en cause les termes de la constitution libérale de 1820, initiée par le grand-duc Louis Ier.
Alors que la monarchie constitutionnelle hessoise imposée un partage du pouvoir législatif entre le grand-duc et les chambres, Louis II révise la constitution tout en diminuant l'influence des parlementaires pour renforcer son propre pouvoir personnel. Cette politique le rend impopulaire et il rencontre, dans les derniers mois de son règne, durant le printemps des peuples en 1848, plusieurs contestations qui débouchent en émeutes. Le grand-duc n'a pas le temps d'apporter une réponse politique à ces événements car il meurt le 16 juin 1848 à l'âge de 70 ans. Son décès et sa succession calme les tensions populaires pendant un temps.

## Postérité
Louis II appartient à la branche de Hesse-Darmstadt, cette seconde branche est issue de la première branche de la maison de Hesse, elle-même issue de la première branche de la maison de Brabant.
Louis II est également le quintaïeul de l'actuel « duc d'Anjou » — prétendant légitimiste au trône de France — Louis de Bourbon et du roi d'Espagne Felipe VI, et le quadrisaïeul du roi Charles III (si l'on accepte que Louis II soit bien le père d'Alexandre de Hesse). Louis II de Hesse est également l'ancêtre de la tsarine Alix de Hesse et du Rhin et de sa sœur la grande-duchesse Élisabeth   de Hesse-Darmstadt.